# Škoda Transportation

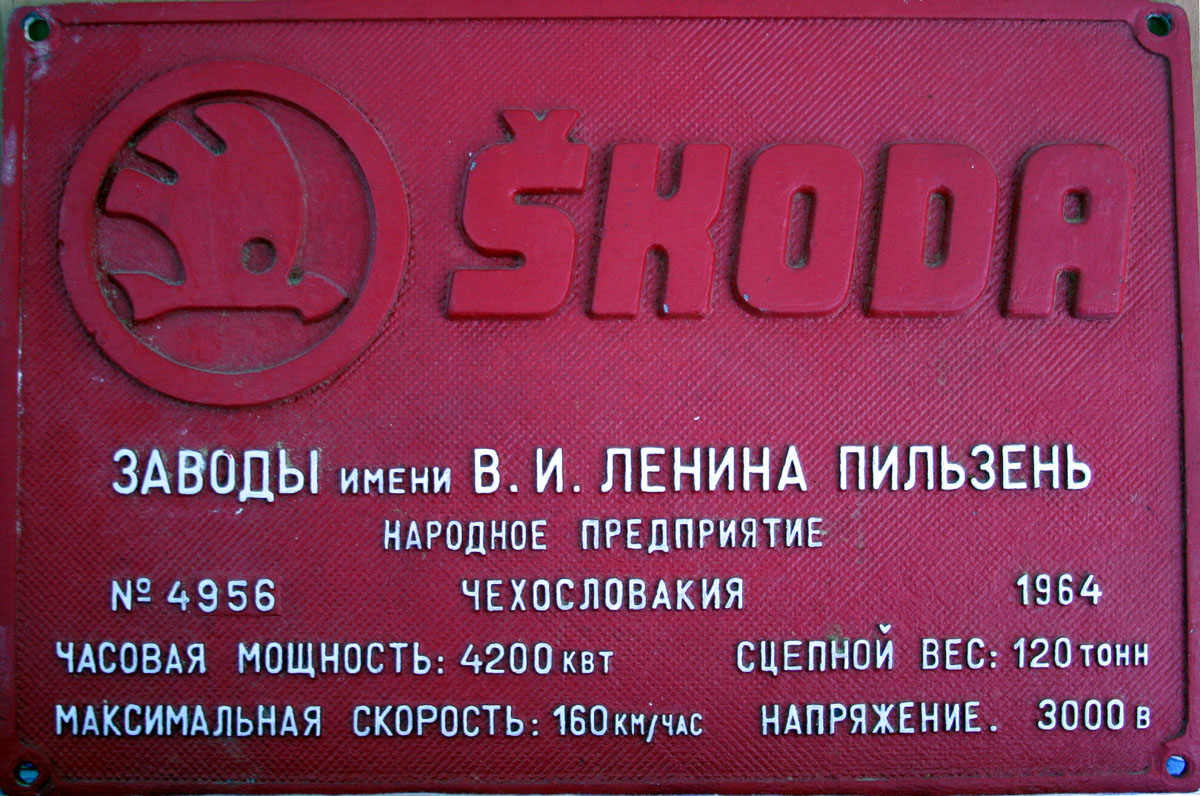
Заводская табличка Škoda с электровоза ЧС2

Заводы «Шкода» (чеш. Škodovy závody, англ. Škoda Works; с 1995 — Škoda Transportation) — локомотивостроительный конгломерат в Чехии, в городе Пльзене, производящий различную промышленную продукцию тяжёлого машиностроения, преимущественно тяговый подвижной состав для нужд железнодорожного транспорта. Основан богемским промышленником Эмилем Шкодой. Предприятие входит в состав холдинга Škoda Holding.

## История
Заводы несколько раз меняли своё название, организационную форму и владельцев. В первое время (26.11.1936 — 1938, 1945 — 17.06.1950) заводы именовались Škodovy závody, в период с 1938 по 1945 гг. заводы находились в фактической собственности немецкой компании Waffen-Union Skoda-Brünn GmbH с центральным офисом в Берлине (владевшей 60 % акций заводов), затем добавилось название города (Škodovy závody Plzeň, 17.06.1950 — 21.02.1953). В период с 21.02.1953 по 14.10.1965 были известны как Závody V. I. Lenina Plzeň (Пльзеньский завод им. В. И. Ленина); однако в связи с тем, что в некоторых странах такое название сложно воспринималось и произносилось, а также в интересах маркетинговой политики компании, далее снова стали применять название Škoda. При этом полное наименование менялось ещё несколько раз
Завод им. Ленина до национализации принадлежал концерну «Шкода».

## Продукция
На заводе в 1954 году производилась следующая продукция: паровозы, энергетическое, промышленное, подъёмно-транспортное, дорожно-строительное оборудование, стальные конструкции.
Для узкоколейных железных дорог СССР с 1949 по 1951 гг. строились паровозы Кч4. Для СССР было выпущено значительное количество (тысячи) пассажирских электровозов различных серий, которые интенсивно эксплуатировались на сети МПС СССР с конца 1950-х годов. Поставка электровозов для пассажирского движения в Советский Союз продолжалась до 1991 года. Также производились поставки и в другие страны социалистического лагеря. Часть электровозов, выпущенных ещё для СССР, эксплуатируется в России, на Украине, в Белоруссии уже в следующем столетии.
Локомотивы, выпущенные на заводе, эксплуатируются в Португалии, Словакии, Польше, Италии, России, Белоруссии, на Украине и в других странах.
После произошедшего в начале 1990-х распада СССР и стран Восточного блока завод потерял традиционных крупных заказчиков. Это способствовало значительной переориентации производства на городской электротранспорт (трамваи, троллейбусы) и электропоезда.

## Современная продукция
Компания производит троллейбусы, автомотрисы, электровозы, электропоезда и вагоны для метрополитенов.